# تاریخ یهودیان در تاجیکستان
یهودیان و یهودیت در تاجیکستان تاریخ طولانی و متنوعی دارند. بسیاری از یهودیان تاجیک در اصل یهودیان بخارایی بودند.

## تاریخ
یهودیان برای اولین بار در سده ۲ پیش از میلاد به قسمت شرقی امارت بخارا، در تاجیکستان امروز وارد شدند. پس از روی کار آمدن کمونیست‌ها، آنها کشور را به صورت جمهوری، از جمله تاجیکستان، که برای اولین بار در سال ۱۹۲۴ به عنوان جمهوری خودمختار در ازبکستان تشکیل شد، سازمان دادند و در سال ۱۹۲۹ به یک جمهوری تمام عیار تبدیل شدند.
در تلاش برای توسعه تاجیکستان، مقامات شوروی مهاجرت را تشویق کردند، از جمله هزاران یهودی از ازبکستان همسایه به تاجیکستان مهاجرت کردند. بیشتر یهودیان در دوشنبه، پایتخت تاجیکستان مستقر شدند و در آنجا کنیسه دوشنبه را افتتاح کردند. در طول جنگ جهانی دوم، موج دوم یهودیان اشکنازی به تاجیکستان مهاجرت کردند.
در اتحاد جماهیر شوروی، از جمله تاجیکستان، از دهه ۱۹۷۰، یهودیانی که توانایی خود را داشتند، شروع به مهاجرت به اسرائیل و همچنین به ایالات متحده کردند. در اواخر دهه ۱۹۸۰ بسیاری از یهودیان تاجیکستان آنجا را ترک کرده بودند. پس از انحلال اتحاد جماهیر شوروی در سال ۱۹۹۱، تاجیکستان به استقلال دست یافت و این کشور به حالت جنگ داخلی بین دولت و نیروهای اسلام‌گرا درآمد. درگیری مداوم نظامی یهودیان تاجیک را در فقر شدید و ترس از جان خود نگه داشت. در ۱۹۹۲–۱۹۹۳ بیشتر یهودیان این کشور بیرون رفتند و بیشتر یهودیان به اسرائیل مهاجرت کردند. بین سالهای ۱۹۸۹ و ۲۰۰۰، در کل ۱۰ هزار و ۸۰۰ نفر از ۲۰ هزار یهودی این کشور فقط به اسرائیل مهاجرت کردند. آن یهودیانی که مهاجرت کردند از تابعیت تاجیکستان محروم شدند و دیگر ارتباطی با این کشور ندارند.
امروزه تنها یک صد یهودی در تاجیکستان باقی مانده‌اند. تقریباً ۴۰٪ آنها بخارانی و بقیه اشکنازی هستند. آنها بیشتر افراد مسن، فقیر و مورد حملات و آزار و اذیت یهودی‌ستیزی هستند. یک واقعه غم‌انگیز در جامعه قتل روزنامه‌نگار میرخیم گاوریلوف بود. جامعه یهودیان به سختی قادر به فعالیت هستند و برای زنده ماندن به کمک سازمان‌های یهودی جهان اعتماد می‌کنند. اکثریت یهودیان این کشور در دوشنبه زندگی می‌کنند و جوامع کوچکتری در شاخریزابز (در ازبکستان)، استان لنین آباد و دره فرغانه زندگی می‌کنند.

## جمعیت‌شناسی تاریخی
جمعیت یهودیان تاجیکستان در سال ۱۹۲۶ تقریباً وجود نداشت و بین سالهای ۱۹۲۶ تا ۱۹۷۰ به سرعت افزایش یافت. در سال ۱۹۷۰، جمعیت یهودیان تاجیکستان بیش از پنجاه برابر بیشتر از ۱۹۲۶ بود که تقریباً پانزده هزار نفر بودند. جمعیت یهودی تاجیکستان بین سالهای ۱۹۷۰ و ۱۹۸۹ به رشد خود ادامه داد، اما با سرعت بسیار کمتری. از زمان فروپاشی کمونیسم ، تقریباً همه یهودیان تاجیکستان از سال ۱۹۸۹ تا ۲۰۰۲ ترک و به کشورهای دیگر نقل مکان کردند بیشتر یهودیان تاجیک مهاجرت کرده به اسرائیل نقل مکان کردند. 

## کنیسه دوشنبه

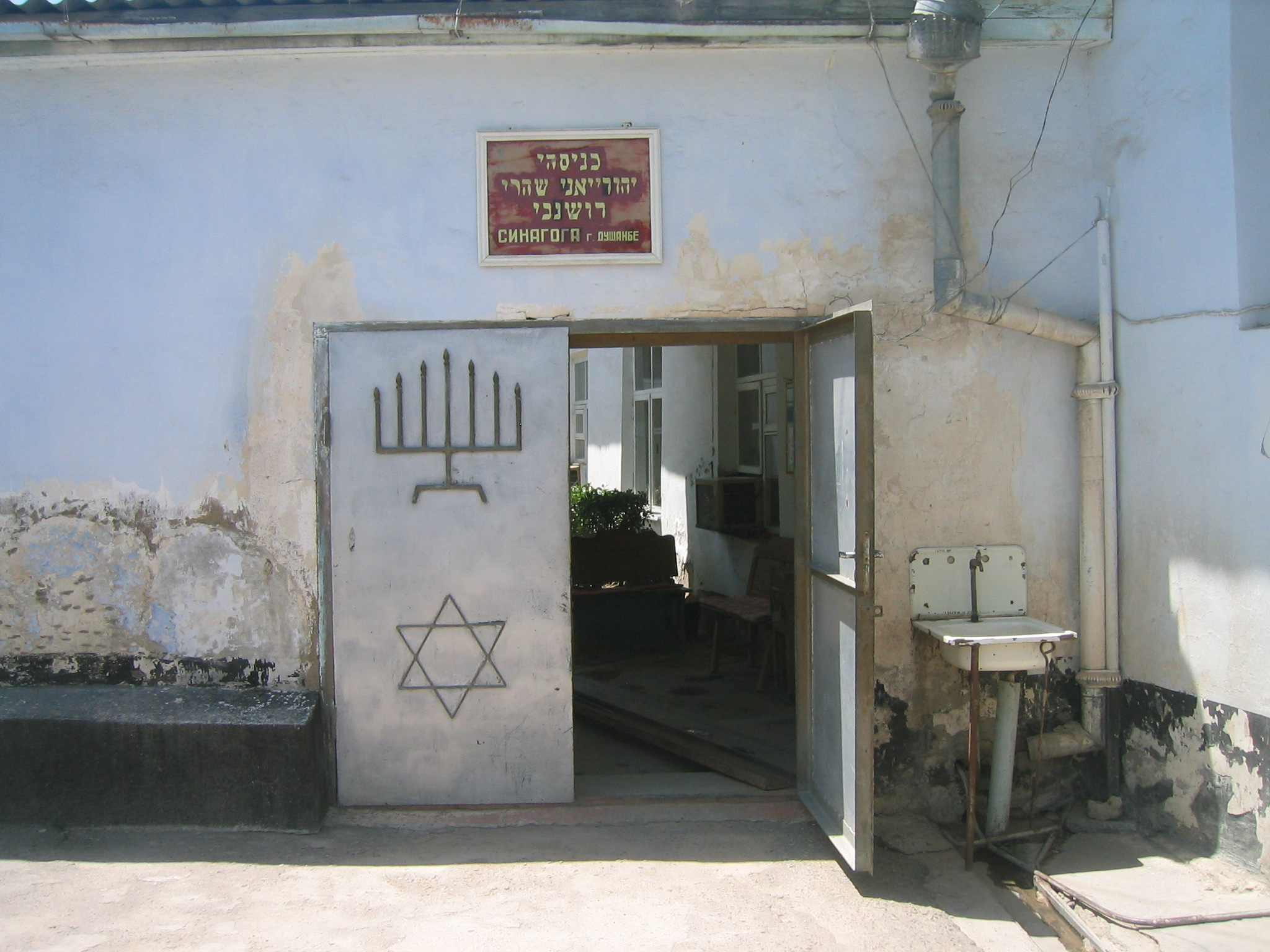
کنیسه قدیمی، دوشنبه (ورودی اصلی)، همان‌طور که در ژوئن ۲۰۰۶، دو سال قبل از تخریب دیده شد.

از سال ۲۰۰۶، کنیسه دوشنبه آخرین کنیسه باقیمانده در کشور بود و به‌طور فعال برای عبادت استفاده می‌شد. با این حال، دولت تاجیکستان به جامعه یهودی محلی دستور داد کنیسه را که قرار بود برای کاخ جدید ریاست جمهوری تخریب شود، تخلیه کنند. پس از تخریب میکوه، قصاب کوشر و چندین کلاس در جامعه در فوریه ۲۰۰۶، تخریب به دلیل اعتراض سفارتخانه‌های اسرائیل و ایالات متحده و همچنین جوامع جهانی یهودی در جهان به‌طور موقت متوقف شد. این کنیسه سرانجام با حکم دادگاه شهرداری در اواخر ژوئن ۲۰۰۸ به خاک یکسان شد و به جامعه محلی برای ساخت یک کنیسه جدید در بخش غربی شهر دوشنبه اختصاص یافت تا از طریق سازمان‌های بین‌المللی یهودی و خیرین خصوصی تأسیس شود. به دلیل این حادثه، بسیاری از اسرائیلی‌ها و آمریکایی‌های یهودی‌تبار تاجیک دیدگاه‌های منفی نسبت به دولت تاجیکستان دارند.
کنیسه نو دوشنبه در ۴ مه ۲۰۰۹ در یک ساختمان موجود که توسط حسن اسدالله زودا، تاجر تاجیکستانی و برادر همسر امامعلی رحمان رئیس‌جمهور اهدا شده بود، افتتاح شد. در مراسم افتتاحیه سفیر آمریکا تریسی آن جاکوبسون، معاون وزیر فرهنگ تاجیکستان، ماولون مختوروف و امام حبیب‌الله اعظمخونف حضور داشتند.